# Jean-Baptiste Douville de Franssu
Jean-Baptiste Douville de Franssu (* 8. Juli 1963 in Caen) ist ein französischer Investment-Manager und Bankfachmann und seit dem 9. Juli 2014 Präsident des Aufsichtsrats des Istituto per le Opere di Religione.

## Leben
Der Absolvent der École Supérieure de commerce de Reims arbeitete ab 1985 zunächst als Journalist bei der wöchentlich erscheinenden französischen Businesszeitschrift Investir. Zwei Jahre später übernahm er einen Managementposten bei der Caisse des Dépôts. 1990 wurde de Franssu Managing Director von Invesco Frankreich, bis er 1997 zum CEO von Invesco Europe ernannt wurde. Seitdem trieb er die Expansion des Geschäftsbereich kontinuierlich voran – bis hin zu einem verwalteten Vermögen von 24 Milliarden Euro (35 Milliarden Dollar) und 150 Mitarbeitern im Jahr 2011.  Von 2009 bis 2011 war er Präsident der europäischen Fondsverband European Fund and Asset Management Association (EFAMA), nach zwei Jahren als Vizepräsident. Von Januar 2012 bis Juni 2017 war er unabhängiger Vorstandsvorsitzender des Dachhedgefondsgeschäfts bei TAGES Capital LLP, mit Hauptsitz in London. Von April 2012 bis April 2015 war er als unabhängiger Berater bei Carmignac Gestion tätig. Er war auch Geschäftsführer von Incipit, einem strategischen Beratungsunternehmen für Fusionen und Übernahmen mit Sitz in Brüssel.
2013 wurde er in den Referentenausschuss für die wirtschaftliche und administrative Struktur des Heiligen Stuhls (COSEA) ernannt. Er trat dem Wirtschaftssekretariat bei und arbeitete als Laien-Freiwilliger im Rat für Wirtschaft, verantwortlich für die Festlegung der Grundlagen für die Vatikanische Finanzreform, mit. Papst Franziskus ernannte ihn am 9. Juli 2014 zum Präsidenten des Aufsichtsrats des Istituto per le Opere di Religione.
Er ist seit 2015 stellvertretender Vorsitzender des Aufsichtsrats der La Française Gruppe, einer Vermögensverwaltungsgesellschaft mit Sitz in Paris. Hauptaktionär der Gruppe ist Crédit Mutuel Nord Europe. Im Mai 2014 wurde er nicht-exekutives Mitglied des Verwaltungsrats der Banque Degroof Petercam, einer unabhängigen Privatbank aus Brüssel. Seit Oktober 2017 ist de Franssu außerdem nicht-exekutives Mitglied des Verwaltungsrats von KNEIP S.A., einem Anbieter von Datenmanagement- und Reporting-Lösungen für die Investment- und Versicherungsbranche.
De Franssu wurde im nordfranzösischen Caen geboren und ist Mitglied der Familie Douville de Franssu, einer der verbleibenden Familien des französischen Adels. Weil seine Eltern während seiner Kindheit in Afrika arbeiteten, verbrachte er einen großen Teil dieser Zeit in Afrika. Er wohnte in Senegal, Gabun und der Elfenbeinküste, dann im Sudan, Somalia, Tansania und Sambia.
Er ist verheiratet mit Hélène de Gerlache de Gomery, eine Krankenschwester aus der belgischen Familie Gerlache und Anhängerin Mutter Teresas. Sie haben vier Kinder.
Er ist Katholik und beeinflusst von der Spiritualität von Charles de Foucauld. Er ist Mitglied des Vorstands der World Youth Alliance, einer internationalen Organisation, deren Ziel es ist, die Würde der menschlichen Person in internationalen Gremien wie den Vereinten Nationen und Europäischen Parlament zu verteidigen.